# Оперативный запас реактивности
Оперативный запас реактивности (ОЗР) — часть общего запаса реактивности реактора, компенсируемая только подвижными поглотителями (стержнями) системы управления и защиты (СУЗ).
Являясь, по сути, реактивностью, ОЗР — безразмерная величина, однако (для удобства работы) на практике она измеряется в различных условных величинах, например, глубине погружения поглощающих стержней реактора, эффективной доле запаздывающих нейтронов и пр. При эксплуатации реакторов РБМК принято измерять ОЗР в эффективном количестве полностью погруженных стержней ручного регулирования СУЗ. ОЗР, выраженный в стержнях, примерно показывает, какой запас есть у оператора для уменьшения (связывания) реактивности, а также максимальную положительную реактивность, которую можно внести в реактор с помощью извлечения стержней СУЗ.
При этом суммарная длина погружённых частей стержней не равна произведению длины стержня на ОЗР. Причина этого заключается, в частности, в следующем:
- реактивность, вносимая стержнем, имеет нелинейную зависимость от глубины погружения стержня;
- количество нейтронов, поглощаемых стержнем СУЗ, зависит от потока нейтронов в области стержня, в том числе распределения потока нейтронов по высоте активной зоны реактора. Поэтому стержни, находящиеся в разных частях активной зоны, вносят разную отрицательную реактивность.

С точки зрения экономики реактора, а также его безопасности, наиболее благоприятной является минимальная величина ОЗР. В этом случае, с одной стороны снижается «непродуктивное» поглощение нейтронов стержнями СУЗ (которые могли бы быть затрачены на деление делящихся изотопов, то есть производство энергии), а с другой — уменьшается риск внесения существенной положительной реактивности из-за непредвиденного извлечения поглощающего стержня СУЗ.
Упомянутые выше реакторы РБМК до аварии на ЧАЭС имели достаточно низкую величину ОЗР, что дополнительно увеличивало их экономическую эффективность. Однако слишком низкое значение ОЗР способствовало снижению устойчивости реактора и ухудшению его динамических характеристик.
В настоящее время при проектировании реакторов считается целесообразным предусматривать по возможности низкий ОЗР. Нейтронно-физические характеристики уран-графитовых реакторов и реакторов с тяжеловодным замедлителем (например, УГР поколения 3+ МКЭР Архивная копия от 22 апреля 2009 на Wayback Machine или CANDU) позволяют добиться весьма низкого ОЗР. Низкий ОЗР характерен также для реакторных установок с быстрым спектром нейтронов, таких как БРЕСТ.